# ایکس‌ایکس‌/ایکس‌وای
ایکس‌ایکس‌/ایکس‌وای (به انگلیسی: XX/XY) فیلمی محصول سال ۲۰۰۲ و به کارگردانی آستین چیک است. در این فیلم بازیگرانی همچون مارک رافلو، کاتلین رابرتسون، مایا استنج و دیوید تورنتون ایفای نقش کرده‌اند.